# Piekło (Biskupice)
Piekło – część wsi Biskupice w Polsce położona w województwie małopolskim, w powiecie miechowskim, w gminie Miechów.
W latach 1975–1998 Piekło należało administracyjnie do województwa kieleckiego, sąsiadując z województwem krakowskim.